# Śmierć w chmurach
Śmierć w chmurach (ang. Death in the Clouds lub Death in the Air) – powieść kryminalna Agathy Christie z 1935 roku.

## Treść
Zamordowana zostaje słynna paryska lichwiarka, Madame Giselle. Podczas lotu samolotem z Paryża do Croydon zostaje ugodzona zatrutą strzałką, wypuszczoną z dmuchawki używanej przez plemiona południowoamerykańskie. Wiadomo, że winnym tej wyrafinowanej zbrodni musi być któryś z dwunastu pasażerów, znajdujących się w tej samej części pokładu:
- James Ryder – młody i nieco sztywny biznesmen
- Armand Dupont – znany francuski archeolog
- Jean Dupont – jego syn, również archeolog
- Daniel Clancy – niski, roztargniony powieściopisarz
- Doktor Bryant – młody angielski lekarz
- Jane Grey – pomocnica w zakładzie fryzjerskim, która wybrała się w daleką podróż dzięki wygranej
- Norman Gale – dentysta
- Hrabina Horbury – ekscentryczna arystokratka, uwielbiająca luksus i kosztowne życie
- Venetia Kerr – pozorna przyjaciółka hrabiny, w istocie rywalka o względy hrabiego Horbury
- Henry Mitchell – starszy steward pokładowy
- Albert Davis – młodszy steward
- Herkules Poirot – światowej sławy belgijski detektyw

Śledztwo prowadzi nadinspektor Japp ze Scotland Yardu, dobry przyjaciel Poirota, toteż belgijski detektyw zostaje natychmiast uwolniony od podejrzeń. Jednak miejscowa ława przysięgłych, uprzedzona do obcokrajowców, orzeka, że to Poirot winien jest morderstwa, zwłaszcza, że na jego siedzeniu znaleziono narzędzie zbrodni – drewnianą dmuchawkę. Mimo to koroner nie uznaje takiego werdyktu i detektyw pozostaje na wolności. Dla oczyszczenia się z podejrzeń postanawia wykryć rzeczywistego sprawcę. Do pomocy obiera sobie dwoje młodych współpasażerów feralnego lotu, którzy też widocznie interesują się sobą – Jane Grey i Normana Gale'a.
Pierwszym podejrzanym staje się Clancy – autor książki, w której morderstwo popełniono w podobny sposób, a ponadto mający w swym domu podobną dmuchawkę; jest też jedyną osobą, która przyznała się do przejścia obok fotela denatki. Brak jednak ostatecznych dowodów pozwalających obciążyć pisarza.
Później wychodzi na jaw, że Madame Giselle stosowała dość specyficzne metody egzekwowania należności od nielojalnych dłużników, zbierając kompromitujące informacje o swoich klientach i w razie potrzeby grożąc ujawnieniem ich. Udaje się ustalić, że taką osobą była hrabina Horbury, która zadłużyła się u Giselle i była zagrożona ujawnieniem odkrytego przez Madame romansu; byłby to dla niej szczególny cios, ponieważ obawiała się rozwodu z majętnym mężem.
Tymczasem po spadek po zamordowanej zgłasza się jej córka, Anne Morisot. Herkules Poirot rozpoznaje w niej jednak Madeleine, pokojówkę hrabiny Horbury, również obecną tamtego dnia na pokładzie samolotu. Kobieta wprawdzie podróżowała w innej części samolotu, lecz wszyscy zapomnieli, że na moment podeszła do hrabiny, by podać jej neseser. Wszyscy są przekonani, że to ona popełniła zbrodnię, lecz tylko do chwili, gdy i ona zostaje znaleziona martwa…

## Rozwiązanie
Sprawcą zbrodni jest Norman Gale. Dowiedziawszy się, że jego dziewczyna, Anna Morisot ma majętną matkę, postanowił ją zamordować, aby następnie za pośrednictwem Anny móc korzystać ze spadku. Wbrew pozorom nie użył wcale dmuchawki – miała ona jedynie symulować popełnienie zbrodni z dużej odległości, tak by utrudnić wykrycie sprawcy. Norman w pewnym momencie wyszedł do toalety, gdzie przebrał się za stewarda, a ponieważ nikt nie zwracał uwagi na krzątającą się obsługę, bez przeszkód podszedł do śpiącej Madame Giselle i wcisnął jej kolec w szyję.
Morderca nie przewidział, że szczerze zakocha się w Jane Grey. Postanowił jednak zdobyć zarówno Jane, jak i pieniądze. W tym celu zamordował Annę, gdy tylko odebrała spadek po matce.
Okazuje się jednak, że Herkules Poirot już od dłuższego czasu podejrzewał Gale'a. Po zebraniu ostatecznych dowodów, publicznie ujawnił prawdę i doprowadził do aresztowania mordercy.